# 小屋春菜
小屋 春菜（こや はるな、1995年5月7日 - ）は、日本のモデル。東京都出身。かつてフィットワンに所属していた。

## 人物
小学生の頃、水泳でジュニアオリンピックに出場した経験がある。
表参道でスカウトされ、事務所に所属した。
2018年11月にプロサッカー選手の中谷進之介と結婚。2019年4月に第1子女児を出産した。2020年1月5日に結婚式を挙げ、2021年7月に第2子男児を出産した。

## 出演

### テレビドラマ
- BAD BOYS J（2013年、日本テレビ）

### 映画
- 土竜の唄 潜入捜査官 REIJI（2014年）

### 舞台
- 十二人の怒れる人々（2016年）[8]

### テレビ
- 恋神アプリ（2017年、フジテレビ）[9][3]

### CM
- Garnier（2013年）

### 広告
- RAVIJOUR（2016年）[10]

### 動画
- SなのMなの？どっちなの？（2016年、AbemafreshTV）

### ファッションショー
- 関西コレクション2015S/S[11]（2015年）
- 東京ガールズコレクション2015S/S[12]（2015年）
- 東京ガールズコレクションKITAKYUSHU2018[13]（2018年）